# Laurier-rose
Nerium oleander
Pour les articles homonymes, voir Laurier.
Ne pas confondre cette plante toxique avec le Laurier-sauce.
Espèce
Classification phylogénétique
Statut de conservation UICN

 LC  : Préoccupation mineure
Le Laurier-rose (Nerium oleander) est une espèce de plantes à fleurs de la famille des Apocynacées. Il s'agit de la seule espèce du genre Nerium. C'est un arbuste ou un petit arbre sempervirent. Cette espèce est présente à l'état sauvage en Europe du Sud, en Afrique du Nord et en Asie sud-occidentale à orientale, où il se répartit sous des climats tempérés chauds à hivers très doux : méditerranéen ou subtropical humide. Son aire naturelle s’étend du Maroc et du Portugal jusqu'au Japon en passant par le Moyen-Orient et les contreforts méridionaux de l'Himalaya.  Cette plante est parfois appelée Oléandre et plus rarement Rosage, Nérion ou Lauraine.
Grand arbuste ou petit arbre d'ornement très répandu dans le pourtour méditerranéen, car résistant à la sécheresse et à la taille, il forme haies et taillis dans les jardins des particuliers, dans les parcs ou à proximité des édifices publics. C'est une des plantes sauvages et ornementales les plus visibles et typiques des régions méditerranéennes. Mais on le plante aussi sous climat océanique à hivers doux.
Toutes les parties de la plante contiennent de l'oléandrine, un hétéroside cardiotonique, dont l'ingestion peut s'avérer fatale en fonction de la dose et de la santé de l'individu. Plusieurs feuilles avalées crues donnent des vomissements, puis peuvent donner des bradycardies et des blocs atrio-ventriculaire imposant un entraînement électrosystolique. Une fleur ou une feuille mâchouillée ne donnent pas de signes toxiques chez l'adulte sain. Si les feuilles sont cuites il n'y a pas de toxicité habituellement. 
L'intoxication est très résistante aux traitements et est sévère : troubles cardiaques graves, vomissements, douleurs abdominales, et mort par arrêt cardio-circulatoire,,. D'autres glycosides y sont également présents en petite quantité.

## Histoire
Théophraste, au IIIe siècle av. J.-C., parle du laurier-rose au Livre IX de son ouvrage Histoire des plantes, pour mettre la couleur du laurier-rose en comparaison avec celle de la rose.

## Taxonomie
Nerium oleander est la seule espèce actuellement classée dans le genre Nerium. Il appartient (et donne son nom à) la petite tribu Nerieae de la sous-famille des Apocynoideae de la famille des Apocynaceae.

## Systématique

### Étymologie et dénominations
Les origines du nom taxonomique Nerium oleander , attribué pour la première fois par  Linné en 1753, sont contestées.  Le nom de genre Nerium est la forme latinisée du nom grec ancien de la plante nêrion (νήριον), qui est à son tour dérivé du grec pour l'eau, nêros (νηρός), en raison de l'habitat naturel du laurier-rose le long des rivières et des ruisseaux.
Le mot laurier-rose apparaît dès le premier siècle de notre ère, lorsque le médecin grec Pedanius Dioscorides l'a cité comme l'un des termes utilisés par les Romains pour désigner la plante.  Merriam-Webster pense que le mot est une corruption latine médiévale des noms latins tardifs de la plante : arodandrum ou lorandrum , ou plus vraisemblablement rhododendron (un autre nom grec ancien pour la plante), avec l'ajout d'olea en raison de la ressemblance superficielle avec l' olivier ( Olea europea ) Une autre théorie avancée est que le laurier rose est la forme latinisée d'un nom composé grec : οllyo (ὀλλύω) « je tue » et le nom grec pour l'homme, anêr , génitif andros (ἀνήρ, ἀνδρός),  attribué à la toxicité du laurier rose pour les humains.
Le laurier-rose semble être visé par "le champ d'Ardaf"(la dernière lettre avec les variantes "s", "d", "t" et "b"). "Harduf" ("hirduf", "hardufni") est un mot emprunté même dans la Mishnah, et montre, avec l'arabe "diflah", que le laurier-rose Nerium, Linn, est venu d'Europe, ou, plus exactement selon O. Schrader, de l'ouest espagnol avant d'atteindre la Grèce avant l'époque de Dioscoride et de Pline ; passant à l'état sauvage en Palestine à la fin du premier siècle, tout comme elle le fait actuellement.
L'association étymologique du laurier-rose avec le laurier s'est poursuivie jusqu'à nos jours : en Français, la plante est connue sous le nom de « laurier rose » (ainsi que sous le nom de baguier en occitan),  tandis que le terme espagnol « Adelfa » est le descendant du nom grec ancien d'origine pour à la fois le laurier et le laurier-rose, daphné, qui passèrent par la suite dans l'usage arabe et de là en Espagne.
Son nom arabe est دفلى (difla) ou دفل (difl). En arabe andalou elle est appelée أرندل (arandaluh). 
En araméen ancien le terme ˀrdwpny (ˀrdpny) est attesté.
Dans le monde berbérophone le laurier-rose est appelé alili en chleuh, alili ou ariri en rifain, ilili en kabyle, alili ou talilit en chaoui, et elel en touareg.
L'ancienne ville de Volubilis au Maroc, appelée Walili en berbère peut avoir pris son nom du nom berbère alili ou walilt (oualilt) pour la fleur.

## Description

### Appareil végétatif

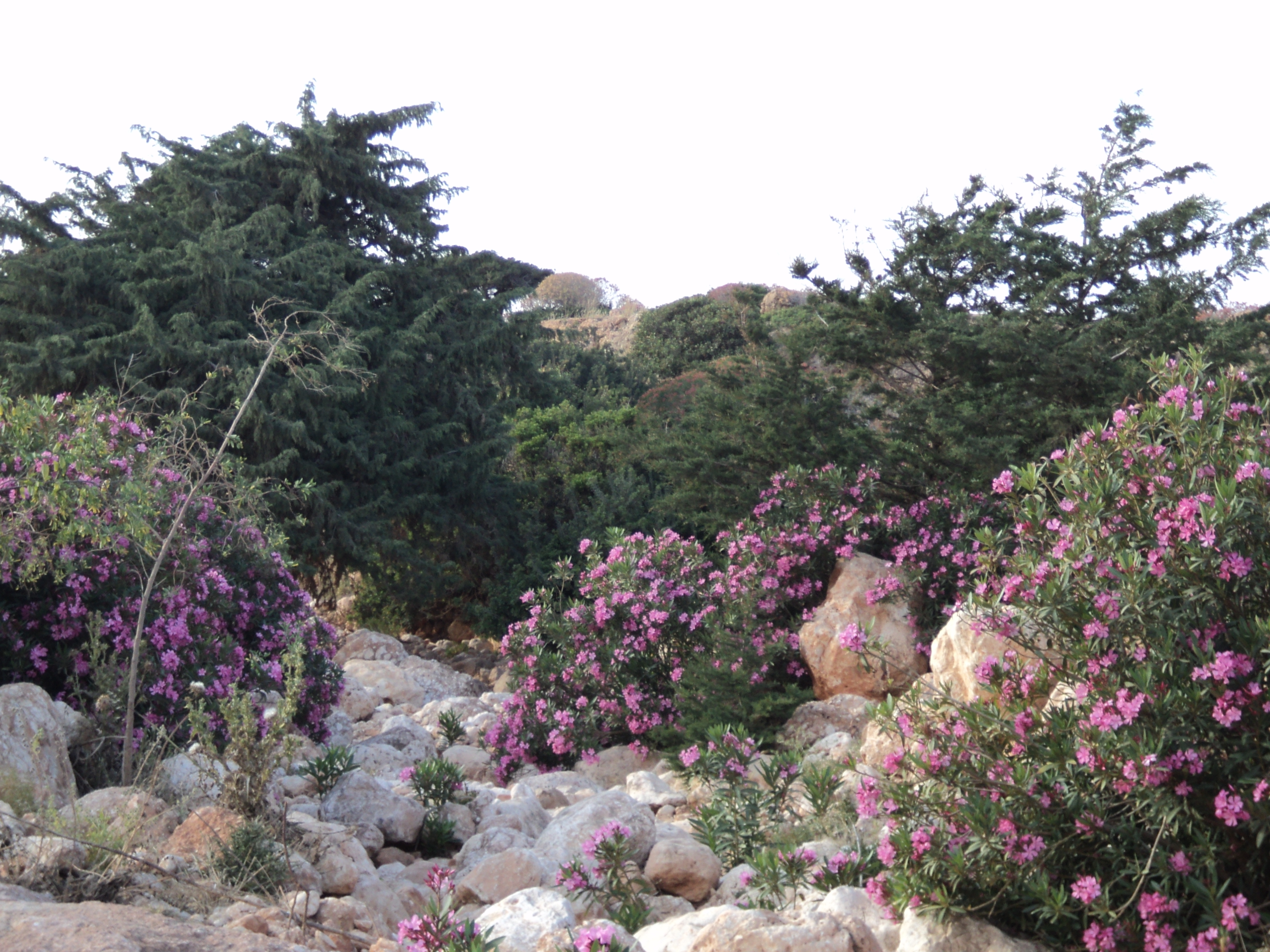
Plants sauvages dans un oued au sous-sol humide de la côte méditerranéenne de la Libye
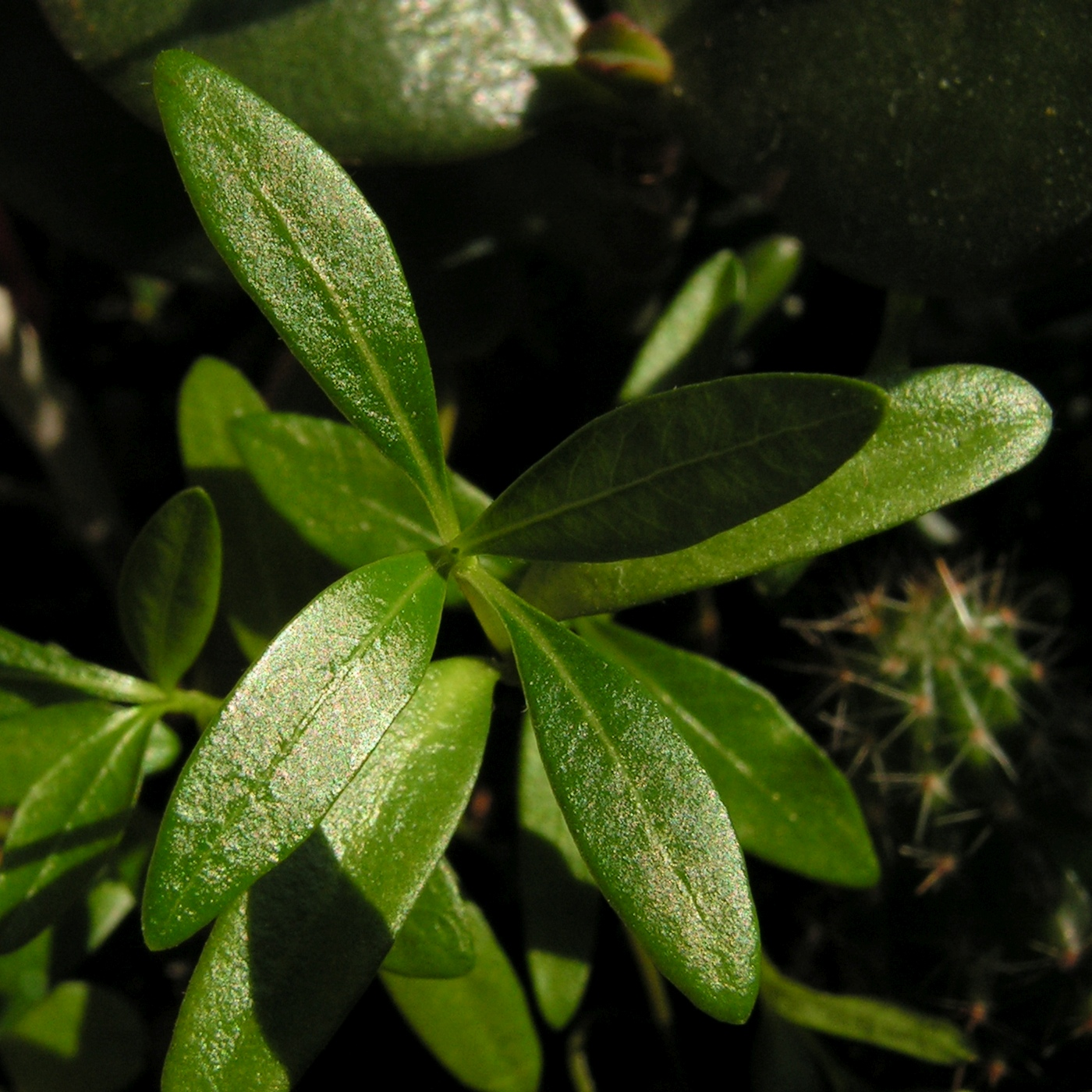
Jeune plante.
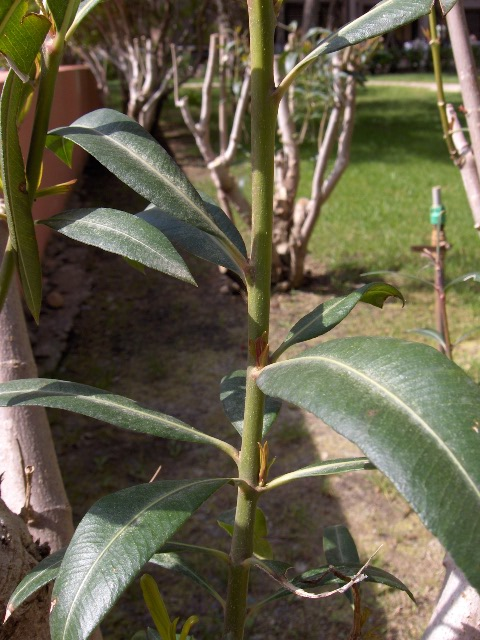
Tige.
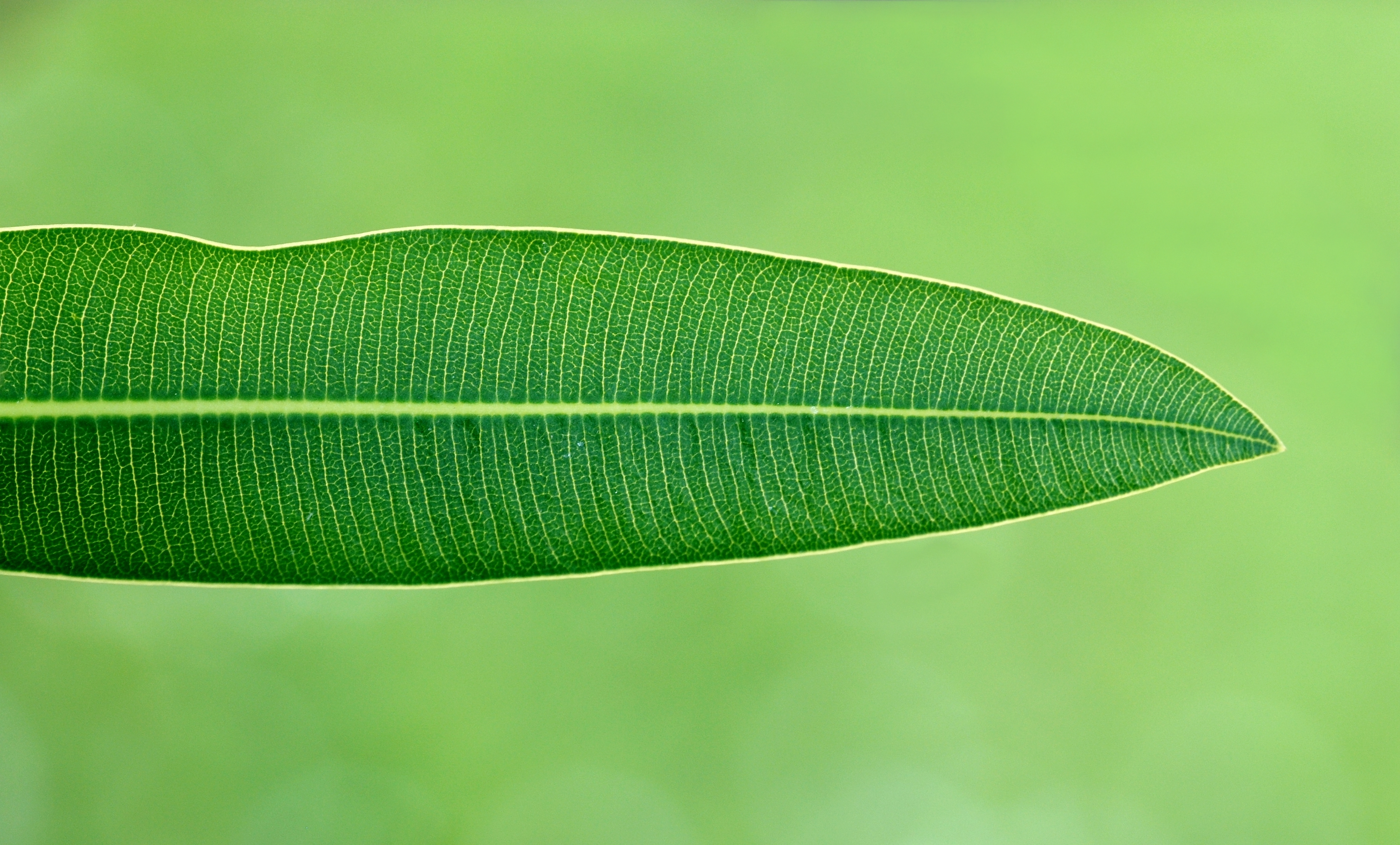
Feuille.

Le laurier-rose est un arbuste d'environ 2 mètres de hauteur mais il peut mesurer plus de 4 mètres de haut si on le forme en arbre. Les feuilles sont persistantes, plutôt coriaces, allongées et fusiformes, les feuilles du laurier-rose sont verticillées (c’est-à-dire insérées au même niveau, par groupe de 3, en cercle autour des tiges) ou opposées sur les rameaux. Longues de 5 à 20 cm, elles sont coriaces, d’un vert foncé brillant sur le dessus et de couleur vert pâle et terne sur le dessous.

### Appareil reproducteur

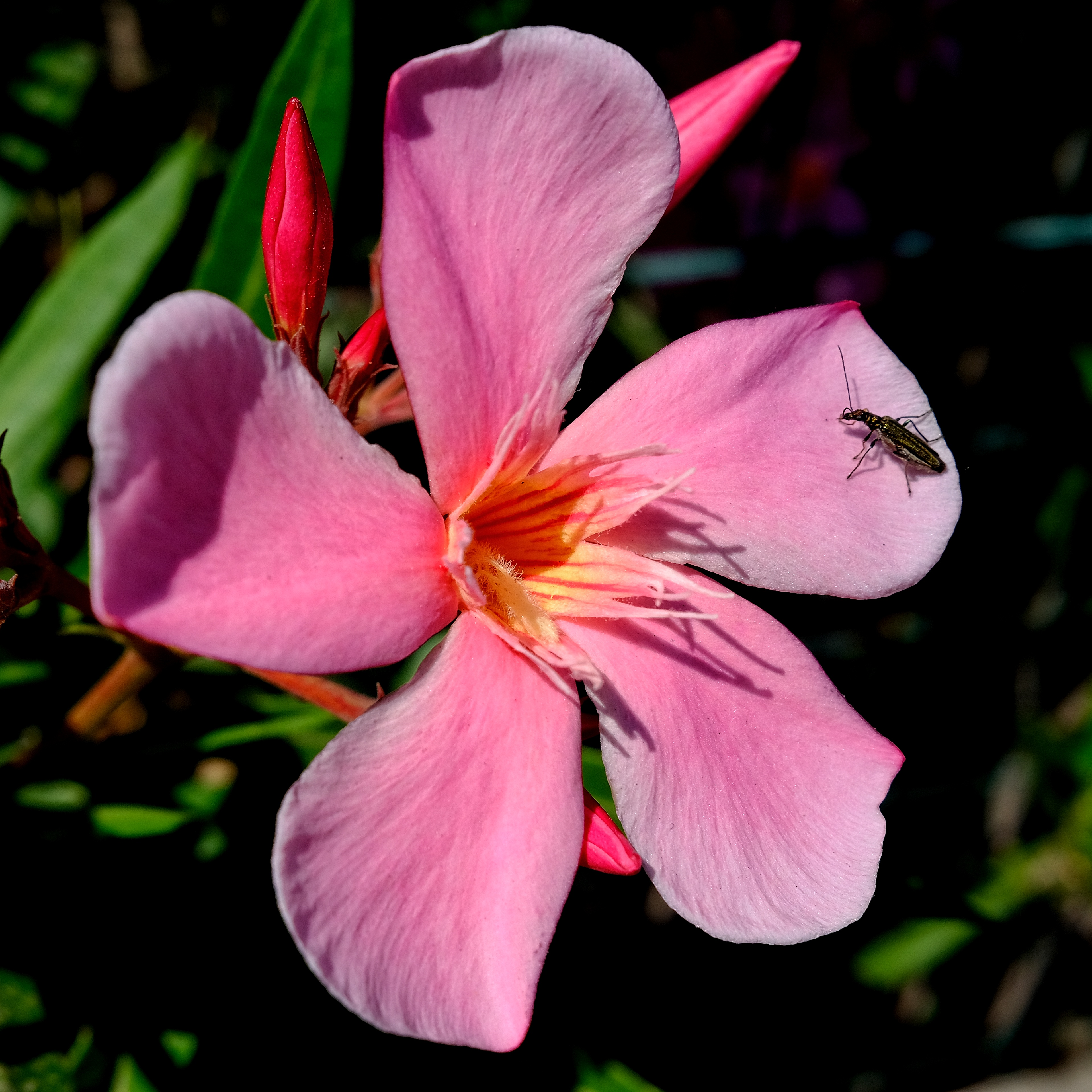
Fleur épanouie de laurier-rose, couleur classique.
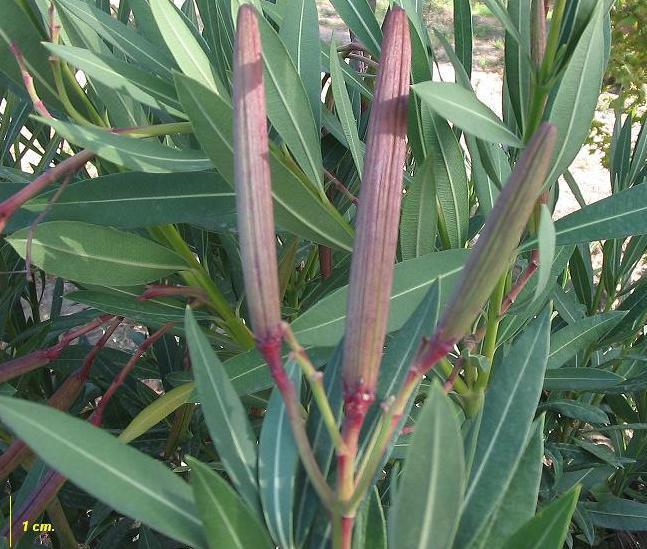
Fruits du laurier-rose encore verts.
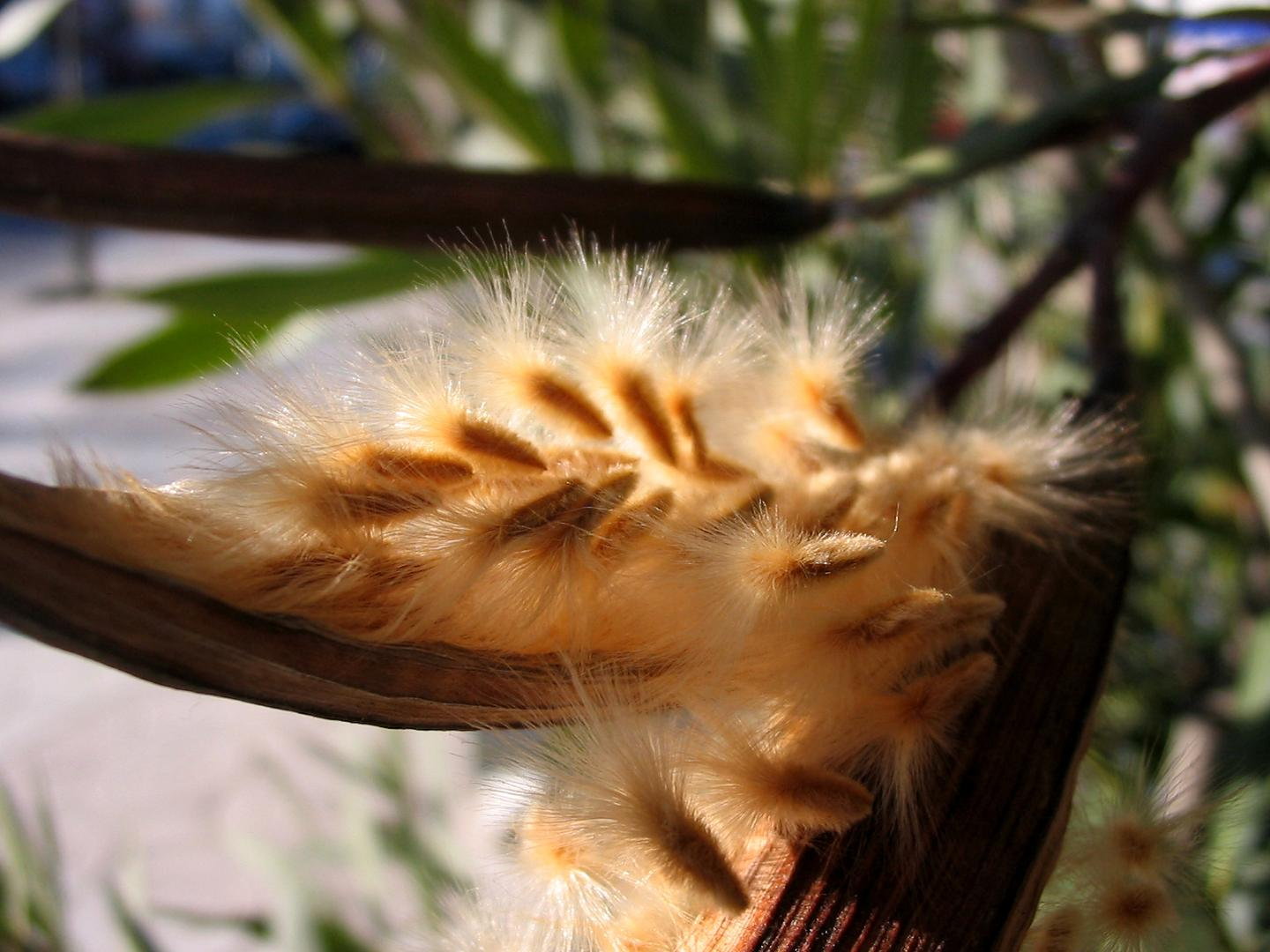
Les graines entourées de poils émergent d'un fruit sec.

Les fleurs sont groupées en cymes terminales sur les rameaux et en forme de trompette, les fleurs de laurier-rose se composent de 5 pétales. Elles peuvent être simples (1x5 pétales), doubles (2x5 pétales) ou triples (3x5 pétales). Les formes sauvages sont d'un rose intense. Mais on trouve des cultivars allant du blanc, jaune, orange, saumon, rouge à diverses nuances de rose. Elles dégagent parfois un agréable parfum. La floraison a lieu de la fin du printemps (mai-juin) à l’automne (septembre-octobre).

## Variétés
Il existe plus de 160 variétés. Selon les cultivars les fleurs peuvent comporter de une à quatre couronnes de pétales. Les variétés à fleurs doubles demandent plus de chaleur pour bien fleurir.
Les cultivars présentent une résistance au froid allant jusqu'en zone de rusticité 8a (-9 à -12 °C) :

## Interactions écologiques

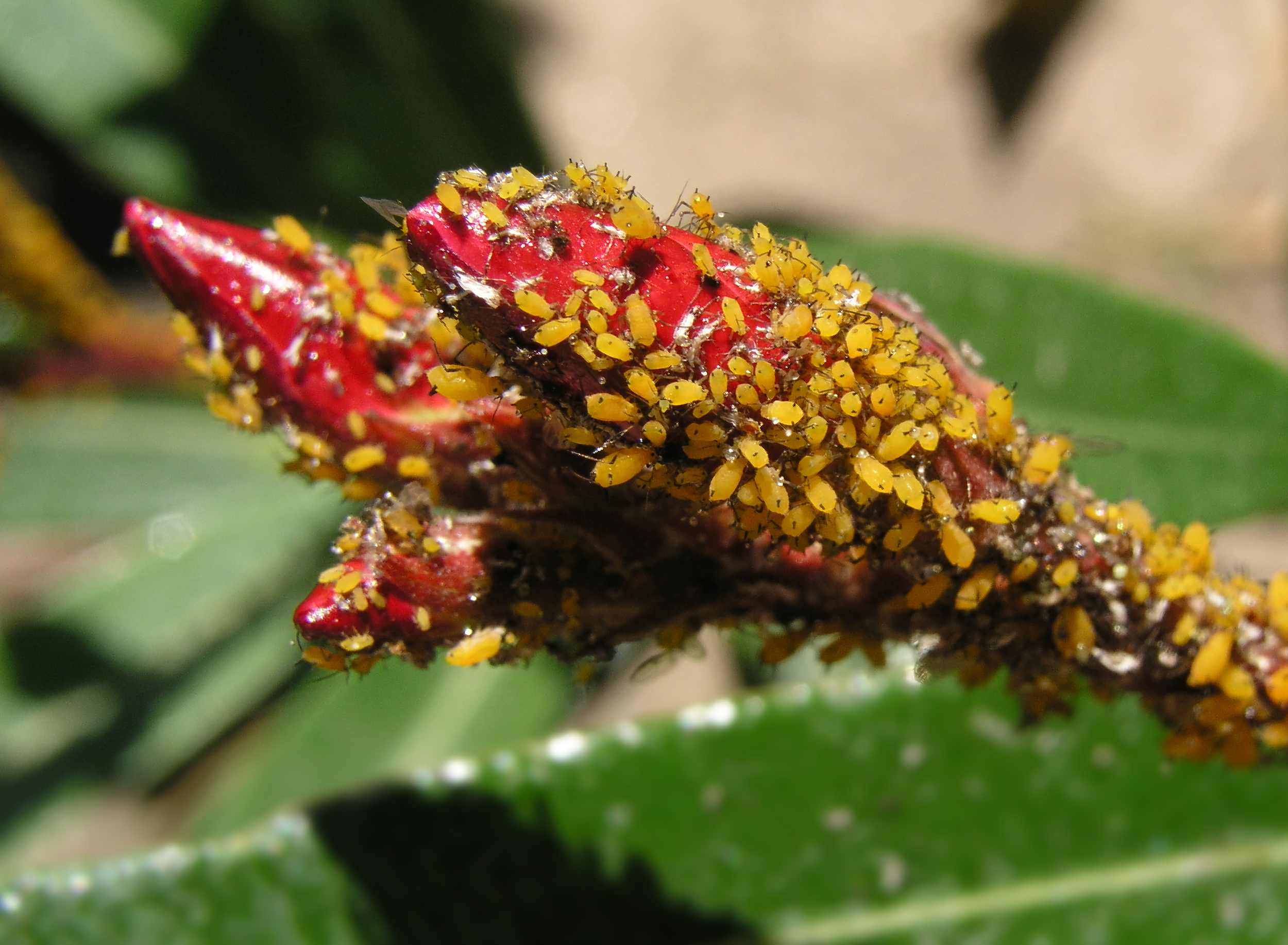
Laurier-rose attaqué par des pucerons.

Le Sphinx du laurier-rose (Daphnis nerii), papillon de nuit (hétérocère), et le Spilostethus pandurus, une punaise, se nourrissent de Laurier-rose. Le puceron du laurier rose Aphis nerii se nourrit notamment de la sève du Laurier-rose.

## Répartition et habitat
La répartition originelle du laurier-rose est très vaste et s'étend dans le Bassin méditerranéen, au Moyen-Orient dans le nord de l'Inde, en Chine et au Japon. En France il est naturellement présent sur la côte d'Azur et en Corse uniquement. Il a été largement introduit ailleurs dans les régions tempérées chaudes du Monde, où il est souvent naturalisé. 
Sous climat méditerranéen, cette espèce supporte très bien la sécheresse estivale si les précipitations annuelles sont assez importantes et que le sol conserve suffisamment d'humidité en profondeur. Là où les précipitations annuelles sont plus faibles l'espèce se cantonne naturellement aux plaines alluviales humides et aux fonds des oueds, comme en Afrique du Nord. Sous climat subtropical humide l'espèce peut pousser sur les coteaux rocheux les plus secs, où il y a moins de concurrence avec la végétation plus exubérante et compétitive, comme dans l’Himalaya ou au Japon. C'est une plante surtout héliophile, mais elle habite volontiers les sous-bois clairs.

## Statuts de protection et menaces
L'espèce est évaluée comme non préoccupante aux échelons mondial, européen et français. Toutefois elle est considérée comme Vulnérable (VU) en Corse.

## Utilisation horticole

Un laurier-rose taillé en arbre.

Au Sud de l'Europe, les lauriers-roses sont plantés en pleine terre, ou dans de grands pots, pour la décoration d'une terrasse. Dans les villes des régions bordant la Méditerranée, ils sont parfois utilisés comme arbres d'alignement dans les rues. Ils bordent les corniches et les pistes cyclables. Ils s’accommodent des sols sableux, et s'adaptent à des sols variés. Ils supportent la chaleur (z.9).
En France, on le range souvent dans la liste des plantes dites d'orangerie (jasmin, bougainvillée, figuier, citrus...) que l'on cultive à l'abri des forts gels, en véranda sauf dans le pourtour méditerranéen.
En Suisse romande, on les cultive en pots qu'on sort au printemps après les saint-de-glace et remet à l'abri en automne pour les protéger du gel.

### Culture
Les lauriers-roses sont avant tout une plante méditerranéenne et ont impérativement besoin d'une situation ensoleillée et chaude pour prospérer, dans un sol bien drainé et enrichi avec des apports d'engrais riche en potasse (type 20-20-20).
Partout où il y a risque de gel, les lauriers-roses devront être plantés en bac, car il sera nécessaire de les rentrer si les températures approchent de 0 °C, car ils gèlent irrémédiablement à environ -5 °C (sauf pour les variétés rustiques indiquées ci-dessus). Il faut alors les placer au frais, entre 5 et 10 °C, dans un endroit assez lumineux, avec des arrosages réduits et pas d'engrais.
La plantation se fait d'octobre à avril. La taille doit respecter la forme de l'arbuste et consiste à rabattre de moitié les rameaux qui se développent avec trop de vigueur. En cas de gel, mais pas trop rude, il ne faut pas hésiter pour tenter de les sauver, à rabattre très fortement la touffe au ras du sol. L'arbuste repartira peut-être du pied. En été, surtout pour les lauriers en bac, il est nécessaire d'arroser copieusement et de faire des apports d'engrais régulièrement pour entretenir une floraison abondante. Le jaunissement puis la chute des feuilles du bas signale un manque d'engrais (riche en potassium), lequel devra cependant être apporté seulement en période de croissance de mars à septembre.

### Multiplication
Le bouturage est facile en mettant des branches directement dans des pots avec une terre sableuse. Les professionnels ne bouturent pas en bouteille.
Les lauriers-roses se multiplient assez facilement en prélevant des boutures herbacées en mars-avril (en climat méditerranéen, plutôt entre décembre et février), à faire raciner dans l'eau avant de les planter dans une terre riche et légère. Le marcottage est aussi réalisable sur les branches retombantes, à séparer du pied à 2 ans.

## Pharmacopée

### Composition et toxicité
Le laurier-rose est une plante toxique dont toutes les parties sont très toxiques (présence d'hétérosides cardiotoxiques),.
Le composé le plus caractéristique du laurier-rose est l'oléandrine, un hétéroside à structure stéroïdique, qui ressemble beaucoup du point de vue chimique et pharmacologique à l'ouabaïne et à la digoxine, deux cardiotoniques très utilisés en cas d'insuffisance cardiaque.
L'action de l'oléandrine est double : interaction avec la pompe à Na+ et K+ des cellules du muscle cardiaque et action directe sur le tonus vagal donc la régulation nerveuse des battements cardiaques. L'absorption des feuilles, fleurs ou fruits provoque d'abord des troubles digestifs, puis altère le fonctionnement cardiaque.
Les cellules cancéreuses ont absolument besoin du bon fonctionnement du système enzymatique pompe à Na+ K+ pour se reproduire, ce système est donc la cible de nouveaux médicaments anticancéreux comme l'oléandrine du laurier-rose, des essais sur l'homme ont déjà donné lieu à des résultats prometteurs.
L'ingestion d'une simple feuille peut être mortelle pour un adulte et un enfant, en raison des troubles souvent provoqués,,.

### Histoire
D'après des textes du Moyen Âge, l'utilisation de ses branches comme broche pourrait rendre la viande mortellement toxique.
Aucuns sont mauvais qui font une broche (...) de ceste herbe ou arbre de oléandre. (...) Les chairs là rousties font ceux qui en mangent mourir. 
En 1808, durant la campagne d'Espagne, lors d'un bivouac, des soldats de Napoléon font rôtir des agneaux sur des broches de laurier-rose. Sur les douze soldats, huit meurent, les quatre autres sont gravement intoxiqués,,.

### Toxicité pour le bétail
Les animaux herbivores peuvent également s'empoisonner avec les feuilles de laurier-rose. Les feuilles sèches sont généralement en cause car la feuille fraîche est plutôt repoussante, sauf si l'animal est affamé. Une quantité de 30 à 60 g de feuilles fraîches serait potentiellement mortelle pour un bovin adulte, tandis que 4 à 8 g de feuilles suffiraient à provoquer la mort d'un petit ruminant (un mouton par exemple). L'eau dans laquelle ont macéré des feuilles ou des branches de laurier-rose est également toxique pour les animaux. En Afrique du Nord, il faut se méfier de l'eau des ruisseaux dans laquelle ont trempé les racines de lauriers-roses. Même la fumée de la combustion de ses branches est nocive.

## Réglementation
Le 4 septembre 2020, l'Etat français fait voter un arrêté rendant obligatoire, pour les distributeurs et vendeurs de végétaux, la mise à disposition d'informations préalables à l'acte d'achat concernant les espèces susceptibles de porter atteinte à la santé humaine. En annexe de cet arrêté est décrite une liste comprenant 58 espèces susceptibles de porter atteinte à la santé humaine, classées en différentes catégories : risques en cas de respiration de leur pollen, d'ingestion ou de contact avec la peau ou les yeux. De par sa toxicité, le laurier rose figure au sein de cette liste. L'Observatoire des espèces à enjeux pour la santé humaine est délégataire de l'Etat pour la gestion de l'information et de la communication grand public relative à cet arrêté,,.

## Galerie

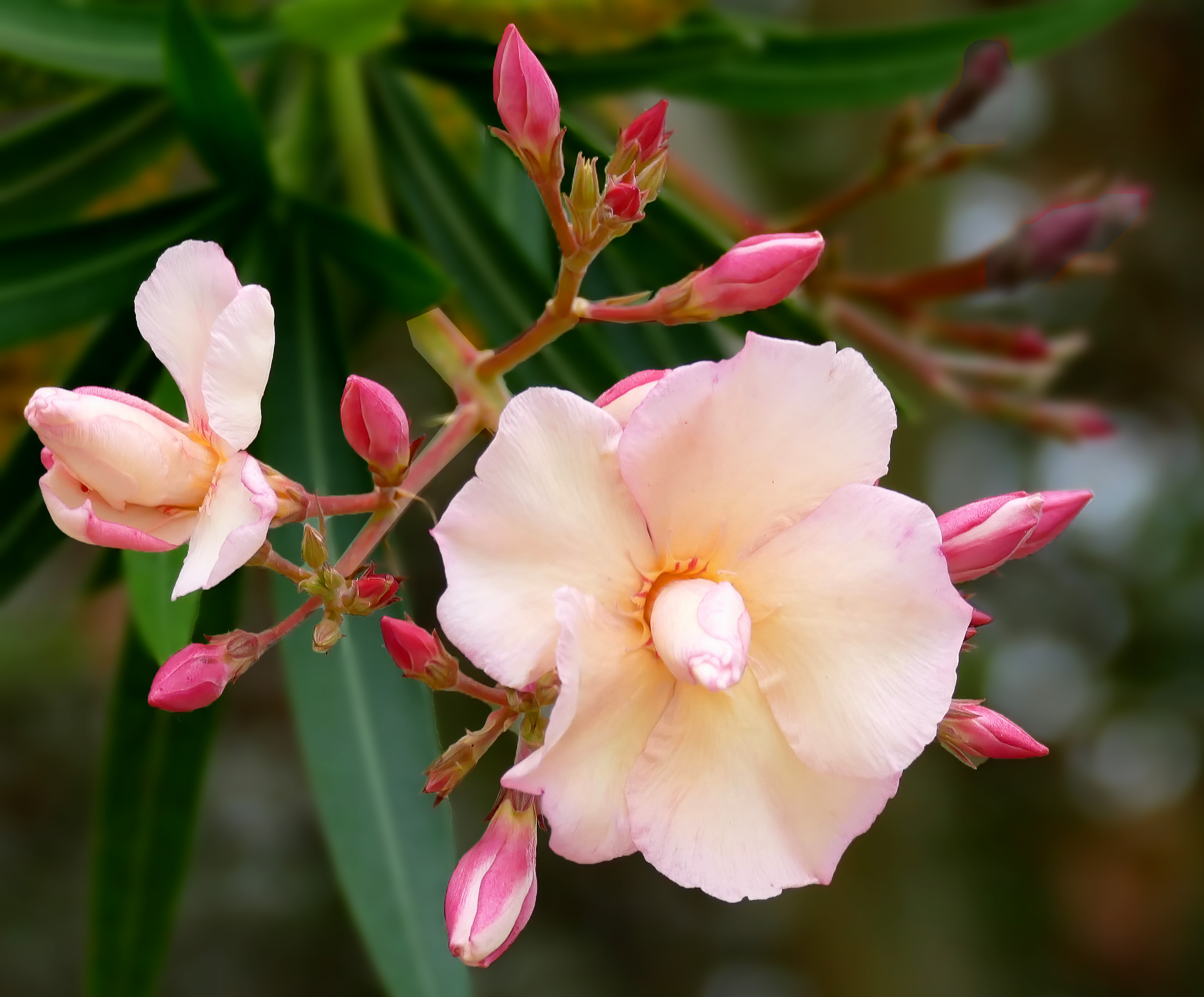
Couleur pêche
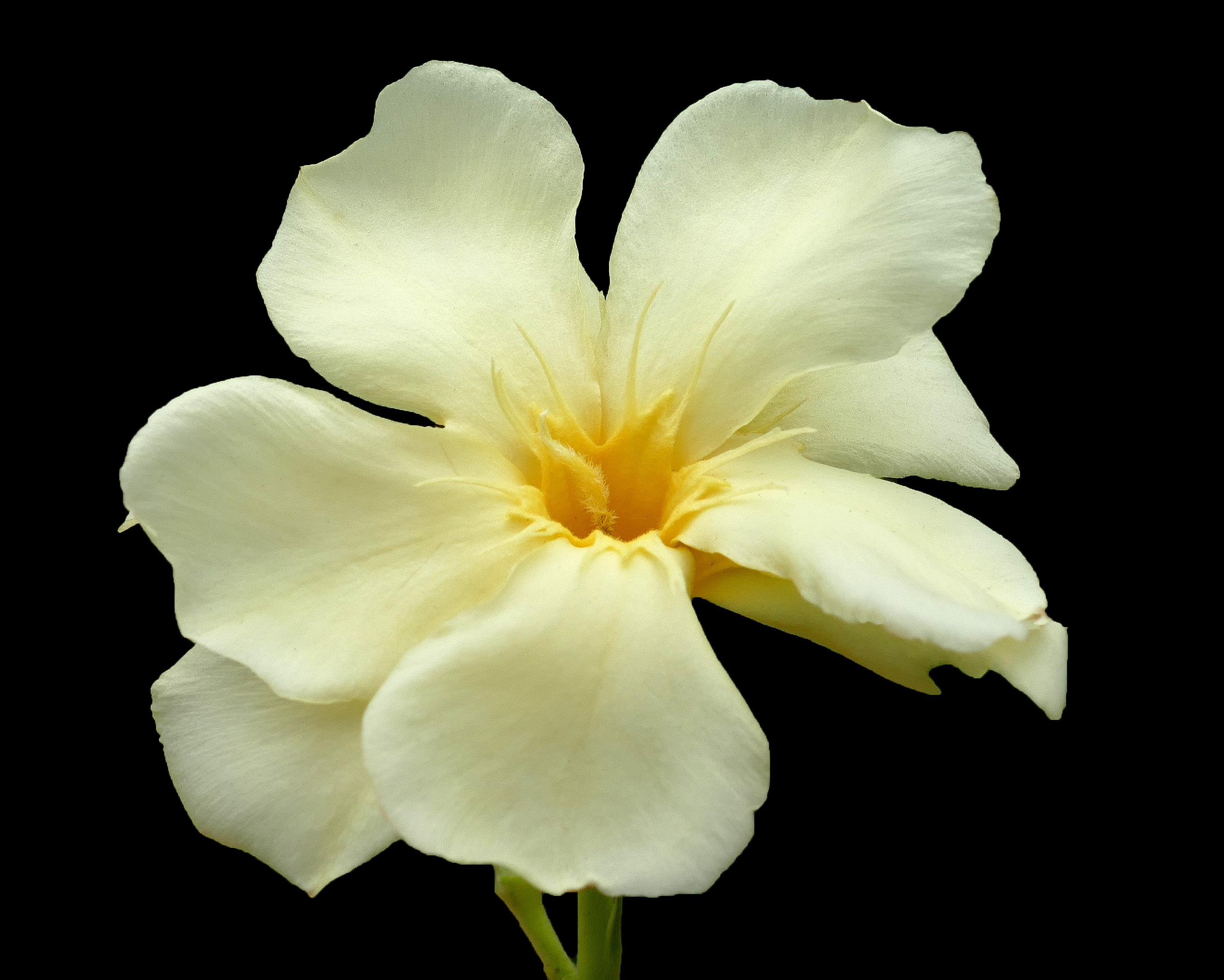
Variété inhabituelle à fleurs jaunes. Spécimen cultivé, Galveston, Texas
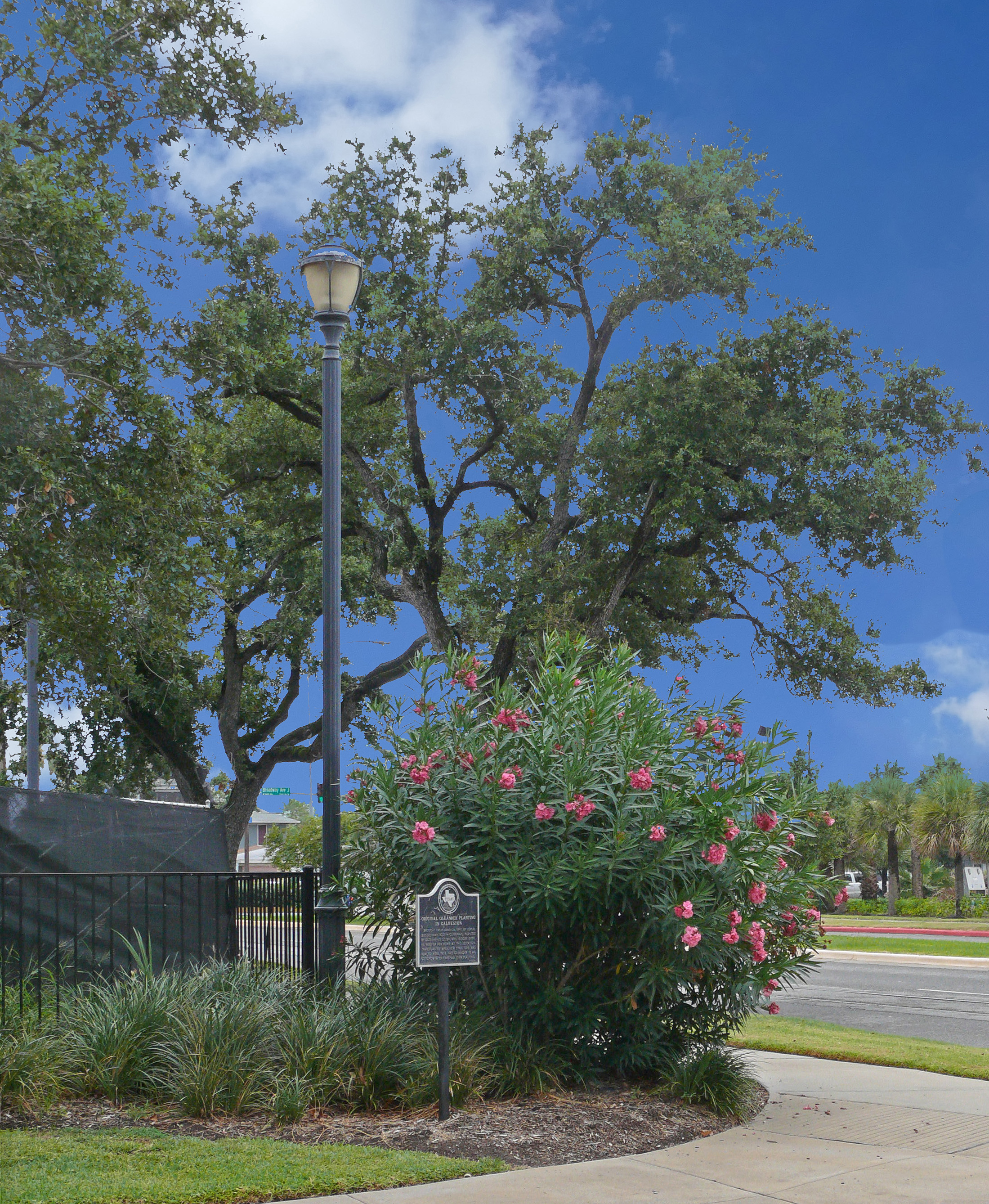
La première plantation de lauriers roses à Galveston, Texas (1841)
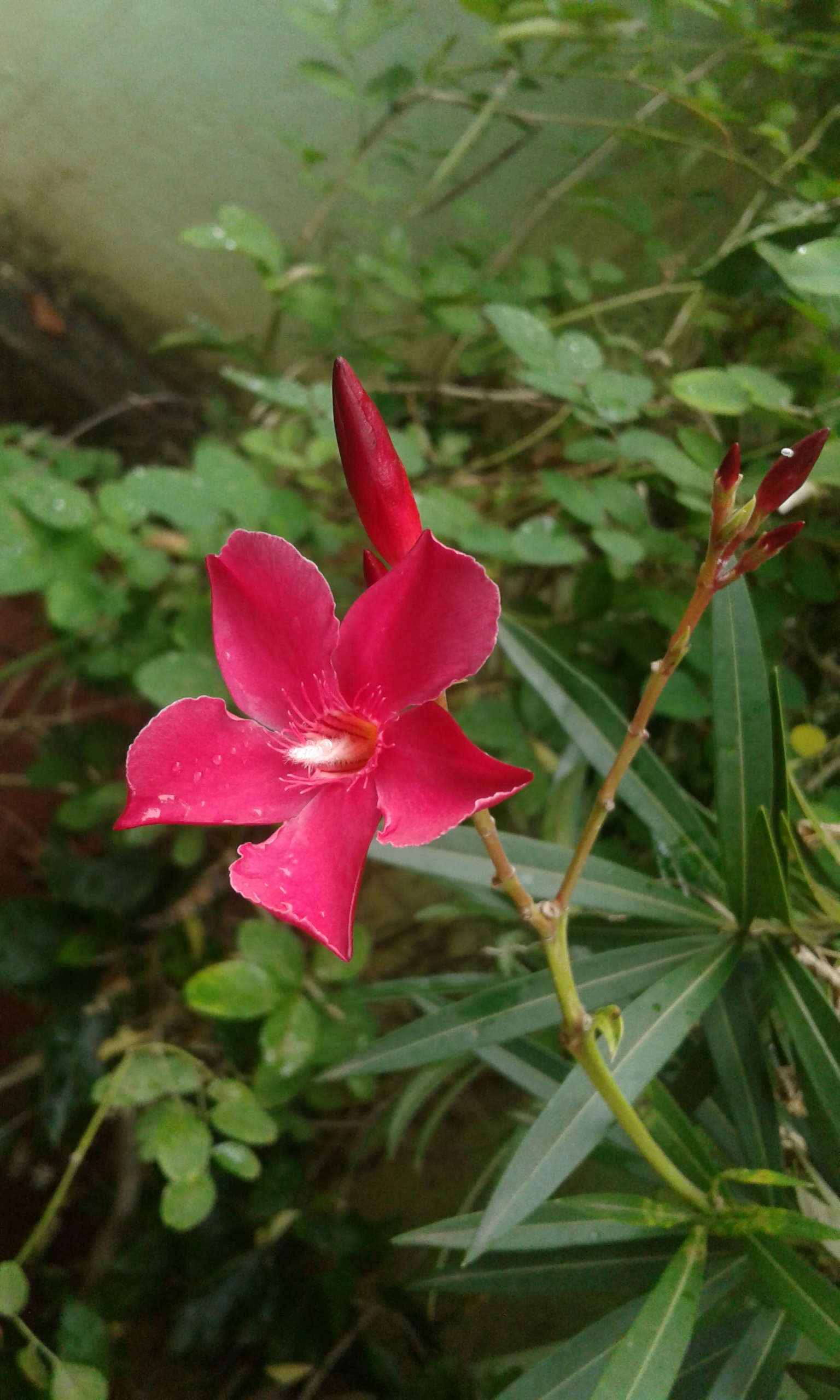
fleur rouge
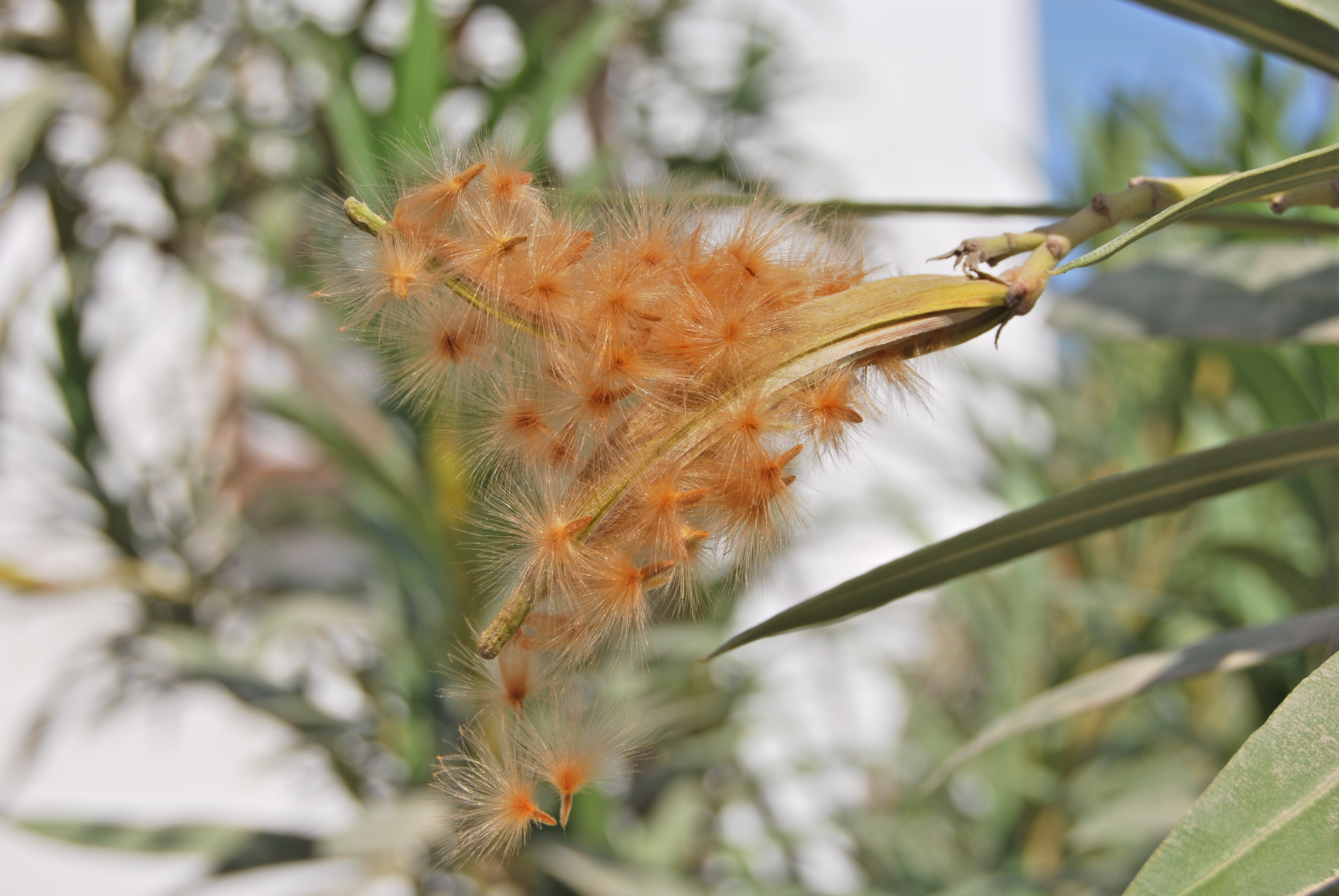
Un follicule répandant des graines
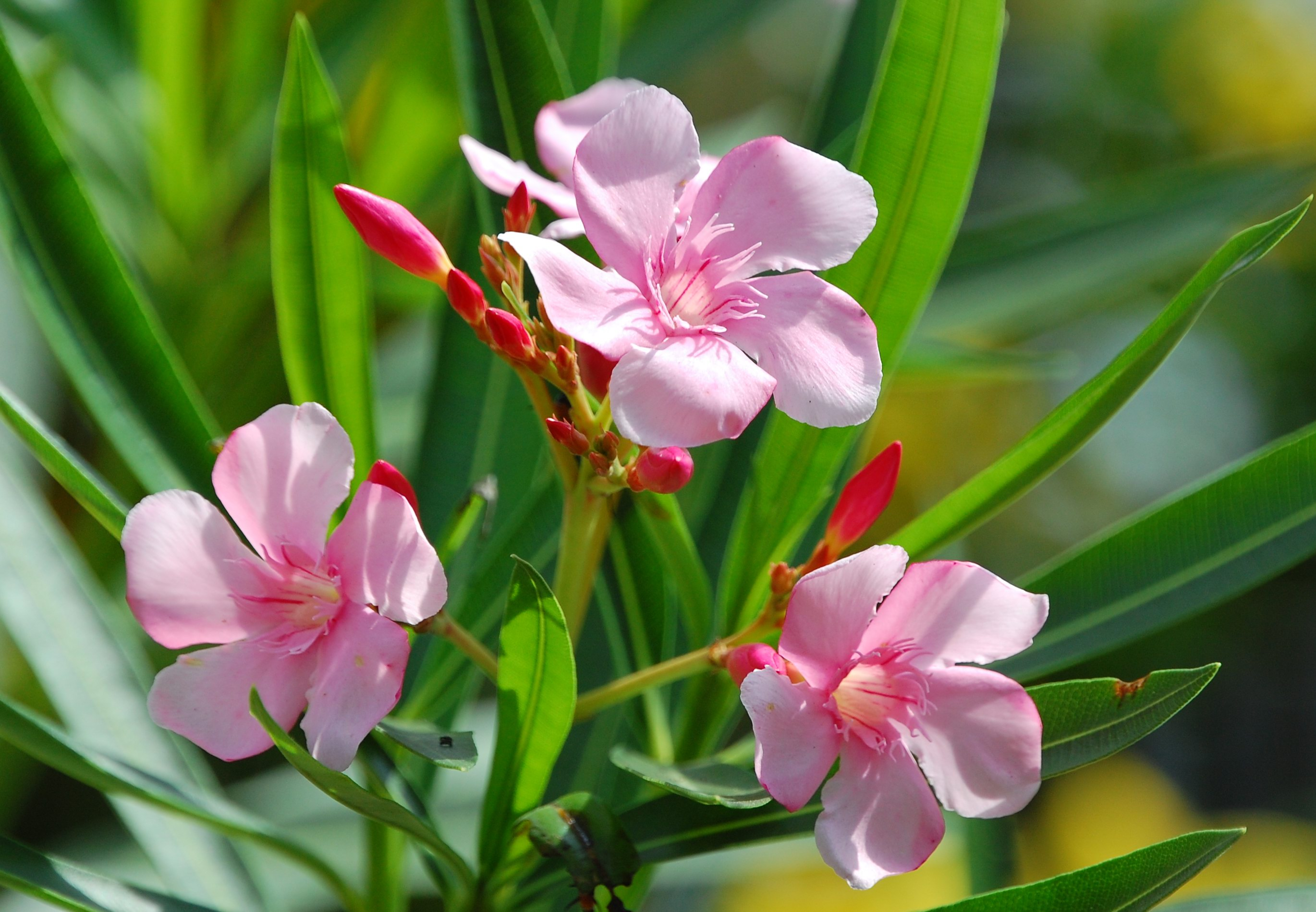
Feuilles et fleurs roses
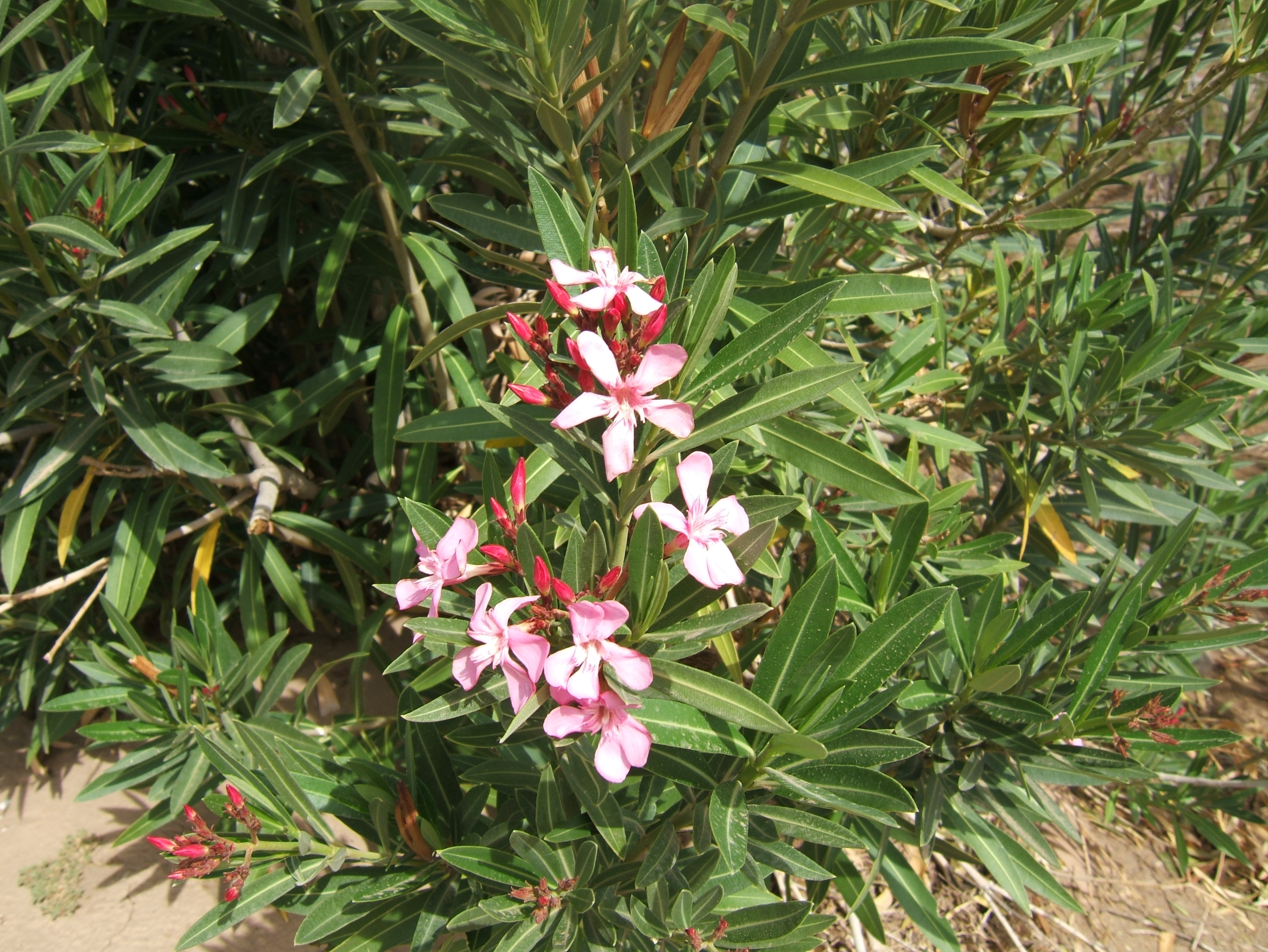
Un petit buisson
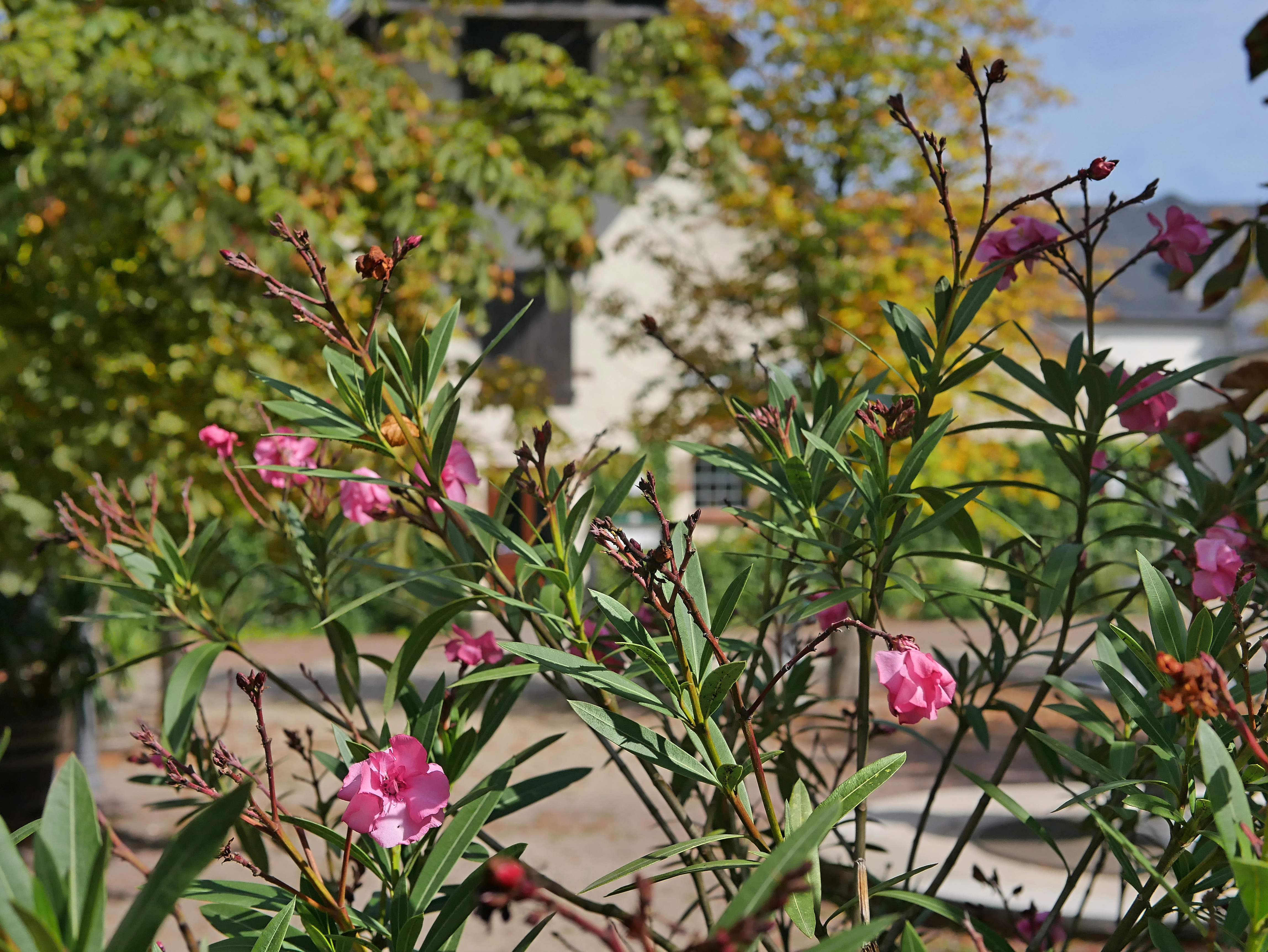
Un petit arbre

## À ne pas confondre avec
- Laurier-rose des Alpes (Rhododendron ferrugineum L.)
- Laurier sauce (Laurus nobilis L. )
- Viorne tin (Viburnum tinus L.)
- Laurier-cerise (Prunus laurocerasus L. )
- Laurier du Portugal (Prunus lusitanica )
- Laurier d'Alexandrie (Danae racemosa)

##### Pour l'espèce
- (en) Flora of China : Nerium oleander
- (en) Flora of Pakistan : Nerium oleander
- (en) World Checklist of Selected Plant Families (WCSP) : Nerium oleander
- (en) Catalogue of Life : Nerium oleander L. (consulté le 15 décembre 2020)
- (en) UICN : espèce Nerium oleander L., 1753 (consulté le 22 mai 2015)
- (fr) Tela Botanica (France métro) : Nerium oleander  L., 1753
- (en) BioLib : Nerium oleander L.
- (fr) Tela Botanica (Antilles) : Nerium oleander L.
- (fr + en) ITIS : Nerium oleander  L.
- (en) NCBI : Nerium oleander (taxons inclus)
- (en) GRIN : espèce Nerium oleander  L.

##### Pour le genre
- (en) Flora of China : Nerium
- (en) Flora of Pakistan : Nerium
- (en) World Checklist of Selected Plant Families (WCSP) : Nerium L. (1753)
- (en) Catalogue of Life : Nerium L. (consulté le 10 décembre 2020)
- (fr) Tela Botanica (France métro) : Nerium
- (en) BioLib : Nerium L.
- (en) Paleobiology Database : Nerium  Linnaeus
- (fr + en) ITIS : Nerium  L.
- (en) NCBI : Nerium (taxons inclus)
- (en) GRIN : genre Nerium  L. (+liste d'espèces contenant des synonymes)